# Leiocephalus punctatus
Leiocephalus punctatus (крукедська ігуана-крутихвіст) — вид ігуаноподібних ящірок родини Leiocephalidae. Ендемік Багамських Островів.

## Поширення і екологія
Крукедські ігуани-крутихвости мешкають на островах Самана-Кей, Крукед і Аклінс та на сусідніх острівцях і рифах в центральній частині Багамського архіпелагу. Вони живуть в сухих прибережних чагарниках та серед скель. Живляться членистоногими і рослинністю. Відкладають яйця.